# ترکیب فرایند رسوب‌دهی فیزیکی و شیمیایی بخار
رسوب بخار ترکیبی فیزیکی شیمیایی (HPCVD) یک تکنیک رسوب نازک است که ترکیبی از رسوب بخار فیزیکی (PVD) و رسوب بخار شیمیایی (CVD) است.
برای نمونه از پروتئین نازک دی بورید منیزیم (MgB2)، پروتئین HPCVD از diborane (B2H6) به عنوان گاز پیش ماده بور استفاده می‌کند اما بر خلاف CVD معمولی که تنها از منابع گاز استفاده می‌کند، گلوله‌های منیزیم گرم (۹۹٫۹۵٪ خالص) منبع Mg در فرایند رسوب است. از آنجایی که این روند شامل تجزیه شیمیایی گاز پیشگیرنده و تبخیر فیزیکی فله می‌شود، آن را به عنوان مخلوط بخار فیزیکی و شیمیایی ترکیبی مینامند.

## پیکربندی سیستم
سیستم HPCVD معمولاً شامل یک اتاق رآکتور با آب خنک، سیستم کنترل ورودی گاز و سیستم، سیستم نگهداری فشار، سیستم کنترل دما و سیستم اگزوز گاز و سیستم تمیز کردن است.
تفاوت اصلی HPCVD و دیگر سیستم‌های CVD در واحد گرمایشی است. برای HPCVD، هر دو بستر و منبع فلز جامد توسط ماژول گرما گرم می‌شوند. سیستم معمولی HPCVD معمولاً تنها یک بخاری دارد. سوبسترا و منبع جامد فلز بر روی یک سوسستر مشابه قرار می‌گیرند و در همان زمان به صورت القایی یا مقاومت در برابر حرارت گرم می‌شوند. بالاتر از دمای خاص، منبع فلزی فراوان، ذوب می‌شود و فشار بخار بالا را در مجاورت بستر ایجاد می‌کند. سپس گاز پیشگیرنده داخل اتاق قرار می‌گیرد و در دمای بالا تجزیه می‌شود. اتم‌ها از گاز پیش ساز تجزیه شده با بخار فلزی واکنش نشان می‌دهند، تشکیل لایه‌های نازک بر روی بستر. رسوب به پایان می‌رسد زمانی که گاز پیشگیرنده خاموش است. اشکال اصلی تنظیم بخاری تنها دمای منبع فلزی است و دمای زیر بنا را نمی‌توان مستقل کنترل کرد. هرگاه دمای بستر تغییر می‌شود، فشار بخار فلز نیز تغییر می‌کند و دامنه‌های پارامترهای رشد را محدود می‌کند. در دو ترمینال HPCVD، منبع فلزی و بستر توسط دو بخاری جداگانه گرم می‌شود؛ بنابراین می‌تواند کنترل انعطاف‌پذیری را برای پارامترهای رشد فراهم کند.

## منیزیم diboride نازک فیلم HPCVD
HPCVD موثرترین روش برای ذخیره‌سازی فیلم‌های نازک دی بورید منیزیم (MgB2) بوده‌است. دیگر تکنولوژی‌های رسوب MgB2 یا دمای انتقال ابررسانایی کاهش یافته و کریستالیزاسیون ضعیف دارند یا نیاز به انجماد ex situ در بخار Mg دارند. سطوح این فیلمهای MgB2 خشن و غیر استحصالی هستند. در عوض، سیستم HPCVD می‌تواند با کیفیت بالا در محل فیلم‌های MgB2 خالص با سطوح صاف، که مورد نیاز برای ایجاد اتصالات یوزفسون یکنواخت قابل بازیافت، عنصر اساسی مدارهای ابررسانا، باشد، رشد کند.

### مکانیزم
از نمودار فاز نظری سیستم Mg-B، فشار بخار Mg بالا برای ثبات فاز ترمودینامیکی MgB2 در دمای بالا مورد نیاز است. MgB2 یک ترکیب خطی است و تا زمانی که نسبت Mg / B بالاتر از استوکیومتری ۱: ۲ باشد، هر Mg اضافی در دمای بالا در فاز گاز قرار می‌گیرد و تخلیه می‌شود. همچنین، هنگامی که MgB2 تشکیل می‌شود، باید مانع سینتیکی قابل توجهی را برای تسریع در تجزیه ترشح کند؛ بنابراین، لازم نیست بیش از حد نگران نگه داشتن فشار بخار Mg بالا در مرحله خنک‌کننده رسوب فیلم MgB2 نباشید.

### فیلم‌های خالص
در طی فرایند رشدی از فیلمهای نازک دی بورید منیزیم توسط HPCVD، گاز حامل گاز هیدروژن H2 را با فشار حدود 100 Torr خالص کرده‌است. این محیط H2 از اکسیداسیون در طول رسوب جلوگیری می‌کند. قطعه Mg خالص به‌طور عمده در کنار سوبسترا در بالای سوسوتسور قرار می‌گیرد. هنگامی که سوسستر به حدود ۶۵۰ درجه سانتیگراد گرم می‌شود، قطعه‌های Mg خالص نیز گرم می‌شوند که منجر به افزایش فشار بخار Mg در مجاورت بستر می‌شود. Diborane (B2H6) به عنوان منبع بور استفاده می‌شود. فیلم‌های MgB2 شروع به رشد می‌کنند، زمانی که گاز B2H6 پیش ماده بور به داخل اتاق رآکتور وارد می‌شود. نرخ رشد فیلم MgB2 با سرعت جریان مخلوط B2H6 / H2 کنترل می‌شود. هنگامی که گاز پیش ماده بور شروع به خاموش شدن می‌کند، رشد فیلم متوقف می‌شود.

### فیلم‌های آلیاژی کربنی
برای بهبود عملکرد ورقهای نازک دی بورید منیزیم ابررسانایی در زمینه میدان مغناطیسی مطلوب است که ناپایداری را به فیلم‌ها تزریق کنیم. تکنیک HPCVD همچنین یک روش کارآمد برای تولید فیلم‌های نازک MgB2 کربن یا آلیاژ کربن است. فیلم MgB2 آلیاژی کربنی می‌تواند به همان شیوه ای که فرایند رسوب گذاری فیلم‌های MgB2 خالص در بالا ذکر شده‌است، به جز افزودن ماده پیش ماده منیزیم فلورسانس، پیش ماده منیزیم بیس (متیسیکلپنتادییل) منیزیم، به گاز حامل رشد کند. فیلم‌های نازک MgB2 آلیاژی کربن توسط HPCVD دارای میدان فوقانی فوقانی بالایی (Hc2) هستند. Hc2 بیش از 60 T در دمای پایین زمانی مشاهده می‌شود که میدان مغناطیسی موازی با plane ab است.